# Daniel Gutiérrez Proto
Daniel Ibérico Gutiérrez Proto (Montevideo, Uruguay, 17 de diciembre de 1945 - Montevideo, Uruguay, 19 de diciembre de 2019), fue un magistrado uruguayo, miembro de la Suprema Corte de Justicia de su país entre 2002 y 2012.

## Primeros años
Nació en Montevideo el 17 de diciembre de 1945,hijo de Tomás Ibérico Gutiérrez y de María Esther Proto.
Cursó estudios en la Facultad de Derecho de la Universidad de la República hasta obtener el título de abogado en 1972.

## Juez de Paz
En noviembre de 1972 ingresó a la carrera judicial al ser nombrado Juez de Paz de la 10° sección judicial de Canelones, con sede en la localidad de Tala.
En diciembre de 1974 fue trasladado al Juzgado de Paz de la 1° sección judicial de Maldonado, con sede en la ciudad de Maldonado.

## Juez Letrado en el interior
En abril de 1975 ascendió a Juez Letrado, desempeñándose inicialmente como Juez Letrado de Salto de 2° Turno, y luego, desde abril de 1977, como Juez Letrado de Maldonado de 1° Turno.

## Juez Letrado en la capital
En octubre de 1977 fue nuevamente ascendido a cumplir funciones en Montevideo, como Juez Letrado de Instrucción de 4° Turno.
En enero de 1981, al entrar en vigencia el nuevo Código del Proceso Penal aprobado en 1980 y suprimirse los Juzgados Letrados de Instrucción, pasó a ocupar el cargo de Juez Letrado de Primera Instancia en lo Penal de 10° Turno.
Pocos meses después, en agosto de 1981, fue trasladado al Juzgado Letrado en lo Civil de 7° Turno.

## Tribunal de Apelaciones
En agosto de 1988 fue designado como ministro del Tribunal de Apelaciones en lo Civil de Primer Turno,donde permaneció durante catorce años.

## Suprema Corte de Justicia
Al producirse el cese como ministro de la Suprema Corte de Justicia de Raúl Alonso de Marco en setiembre de 2002, Gutiérrez tenía la calidad de ministro más antiguo de los Tribunales de Apelaciones, por lo que conforme con el artículo 236 de la Constitución uruguaya, le correspondía el derecho a ocupar el cargo si transcurridos noventa días desde la vacancia la Asamblea General no designaba a otra persona. No existiendo mayorías para que ocurriera esto último, la Asamblea General adelantó su ingreso a la Suprema Corte al elegirlo, por unanimidad, como miembro de la misma, el 5 de noviembre de 2002.
Ocupó la Presidencia de la Corte en dos oportunidades, durante los años 2005y 2012.
Cesó en su cargo el 5 de noviembre de 2012, al alcanzar el plazo máximo de diez años de permanencia en el mismo establecido por el artículo 237 de la Constitución.La vacante generada por su retiro fue cubierta en diciembre de 2012 con la designación de Julio César Chalar.

## Otras actividades
Fue docente en la Facultad de Derecho de la Universidad de la República, así como en el Centro de Estudios Judiciales del Uruguay, el instituto de formación de jueces del país, del que asimismo fue director desde 1999. 
Integró la directiva de la Asociación de Magistrados Judiciales del Uruguay y ocupó su vicepresidencia entre 1989 y 1991.
Escribió asimismo diversos artículos sobre temas jurídicos.

## Vida personal. Fallecimiento
Daniel Gutiérrez falleció en Montevideo el 19 de diciembre de 2019, dos días después de cumplir los 74 años de edad.
Había contraído matrimonio en 1971 con Elsa Anahí Herrera Pérez,con quien tuvo tres hijos, Andrés, Guillermo (también magistrado)e Irene Gutiérrez Herrera. Su esposa lo sobrevivió un año y falleció en diciembre de 2020.